# Pavlo Tyčyna
Pavlo Hryhorovyč Tyčyna (ukrajinsky: Павло Григорович Тичина; 23. ledna 1891, Pisky – 16. září 1967, Kyjev) byl ukrajinský básník, překladatel a akademik. Proslul tím, že složil text k hymně Ukrajinské sovětské socialistické republiky. Ve 20. letech 20. století se rychle stal hvězdou ukrajinské poezie, jeho symbolistické verše budily všeobecný obdiv. Ve 30. letech ho však stalinistická moc přinutila se podrobit zásadám socialistického realismu a jeho poezie se stala spíše pouhou propagandou.

## Život
Jeho otec byl vesnickým učitelem. Pavlo měl devět sourozenců: pět sester a čtyři bratry. V roce 1900 začal zpívat ve sboru v klášteře poblíž Černihiva. V roce 1906 zemřel jeho otec, rok poté začal studovat na Černihivském teologickém semináři. Tam se spřátelil s budoucím básníkem Vasylem Ellanem-Blakytným a setkal se také s prozaikem Mychajlo Kocjubynským, který výrazně ovlivnil jeho raná díla. V letech 1912-1913 začal Tyčyna publikovat v místních tiskovinách. V letech 1913-1917 studoval na Kyjevském obchodním institutu, studia ale nedokončil. Současně působil v redakčních radách kyjevských novin Rada a časopisu Svitlo (1913–14). Od léta 1914 pracoval pro Černihovský statistický úřad. Když vypukla první světová válka, úřad se přemístil do Saratova. Tyčyna na cestě do nového sídla úřadu onemocněl a byl nucen se zastavit a zotavit z nemoci. Našel útočiště v domě básníka Volodymyra Samijlenka, v Dobriance.
V roce 1920 se stal členem skupiny Pluh. Po okamžitém úspěchu své poezie, naplněné barevnými obrazy a dynamickými rytmy, se v roce 1923 přestěhoval do Charkova, kde vstoupil do pulzujícího světa ukrajinské literatury 20. let. V roce 1923 vstoupil do skupiny Hart, v roce 1927 do skupiny VAPLITE. Ve 20. letech 20. století byl rovněž nezávislým členem městské rady Charkova.
Po kritice své tvorby a obvinění z ideologické nevhodnosti přestal načas psát. Později se stal členem redakce časopisu Červonyj šliach a začal znovu psát, avšak zjevně v jiném stylu, pod tlakem se přiklonil k estetice vynucovaného socialistického realismu. V roce 1933 komunistický moskevský deník Pravda zveřejnil jeho neslavnou propagandistickou báseň Strana vede, která se stala symbolem krutého kompromisu s mocí, který v té době udělal. Nutno ovšem říci, že mu patrně zachránil život, neboť právě v té době docházelo k brutální represi ukrajinské kultury ze strany bolševické moci (viz popravené obrození), které se Tyčyna tímto způsobem vyhnul. Našel si ve 30. letech také nový zájem - začal studovat arménštinu, gruzínštinu a turkické jazyky a stal se aktivistou Asociace východních studií v Kyjevě.
Tyčyna byl často kritizován ukrajinskými exulanty za svůj obrat a adoraci komunismu. Některé nedávné studie se v jeho díle pokusily nalézt rafinované distancování se a zesměšňování komunistických excesů, přesto je Tyčyna vnímán jako sporná a komplikovaná postava ukrajinské kultury. Tyčynova ochota podrobit se bolševickému nátlaku však nezabránila sovětským úřadům, aby ho například donutily napsat dopis, v němž odmítl kandidaturu na Nobelovu cenu - pravděpodobně kvůli jeho ukrajinskému původu.